# DraCor

DraCor Logo

DraCor (Abkürzung für drama corpora) ist ein internationales Forschungsprojekt. Das Projekt wurde 2017 von den Literaturwissenschaftlern Frank Fischer und Peer Trilcke an der Universität Göttingen gegründet. Mittlerweile sind mehrere Wissenschaftler aus verschiedenen Ländern und Disziplinen (neben der Literaturwissenschaft außerdem den Digital Humanities und der Informatik) am Projekt beteiligt.

## Projektbeschreibung
DraCor ist eine Sammlung digitaler Dramenkorpora von Stücken in (meist) europäischen Sprachen, darunter Deutsch, Französisch, Englisch, Niederländisch, Griechisch, Italienisch, Polnisch, Russisch, Spanisch, Schwedisch oder Ukrainisch.
Das Projekt und die Plattform werden derzeit von einem Team an der Universität Potsdam sowie an der Freien Universität Berlin betreut.

## Rezeption
DraCor gehört in den Digital Humanities und darüber hinaus zu einem bereits weitverbreiteten Projekt. Seit 2015 wurde DraCor in etwa 80 wissenschaftlichen Publikationen für Analysen herangezogen. Auf der Projektwebsite befindet sich die dazugehörige Bibliografie.

## Preise
- 2022: Rahtz Prize for TEI Ingenuity[4]